# Gmina Bukovlje
Gmina Bukovlje (chorw. Općina Bukovlje) – gmina w Chorwacji, w żupanii brodzko-posawskiej.

## Miejscowości i liczba mieszkańców (2011)
- Bukovlje – 1982
- Ježevik – 63
- Korduševci – 161
- Vranovci – 644